# Wu Dajing
Wu Dajing (Jiamusi, 24 juli 1994) is een Chinees shorttracker. Zijn beste afstand is de 500 meter.

## Carrière
Bij het Shorttrack op de Olympische Winterspelen 2014 in Sotsji won Wu de zilveren medaille op de 500 meter en de bronzen medaille op de relay met de Chinese ploeg.
Op de wereldkampioenschappen shorttrack 2015 won Wu met de Chinese ploeg de wereldtitel op de aflossing. Ook won hij in 2014 en 2015 de 500 meter en werd hij in 2015 derde in het eindklassement.
1994: Chae Ji-hoon ·
1998: Takafumi Nishitani ·
2002: Marc Gagnon ·
2006: Apolo Anton Ohno ·
2010: Charles Hamelin ·
2014: Viktor An ·
2018: Wu Dajing ·
2022: Shaoang Liu
2022: Qu Chunyu, Fan Kexin, Wu Dajing, Ren Ziwei